# Canton de Tholey
Le canton de Tholey est un ancien canton français du département de la Moselle, disparu en 1814.

## Histoire
L'ancien bailliage de Schambourg formait deux cantons réduits plus tard à un seul, celui de Tholey, dans le district de Sarrelouis. 
 En 1801, Ce canton était situé dans l'ancien arrondissement de Thionville. Il était composé de 23 communes qui totalisaient un nombre de 5716 habitants. Les localités qu'il comprenait en 1802, avaient appartenu en 1789 au duc de Deux-ponts, à l'exception de 3 communes. Les 20 autres communes avaient été rattachées au département de la Moselle par un décret de la Convention nationale du 14 février 1793.
À la suite des traités de Paris de 1814 et de 1815, la France céda à la Prusse une partie du département mosellan et, de ce fait, ce canton disparut.

## Composition
| Communes en 1802                                | Population en 1802 |
| ----------------------------------------------- | ------------------ |
| Alzweiler                                       | 235                |
| Asbach et Heinzelhoff                           | 92                 |
| Aussen                                          | 322                |
| Betting et Goldbach                             | 419                |
| Bliesen, Elmeren et Niderhoff                   | 366                |
| Boubweiler et Rathen                            | 172                |
| Castel                                          | 365                |
| Costenbach                                      | 138                |
| Derstroff ou Dersders                           | 84                 |
| Eppelbronn, Calmesweiler, Mackerbronn et Habach | 447                |
| Exweiler et Schellenbach                        | 133                |
| Grésaubach                                      | 233                |
| Groning et Homweiler                            | 126                |
| Guydesweiler                                    | 175                |
| Limbach                                         | 160                |
| Marping                                         | 459                |
| Naumborn et Albach                              | 297                |
| Oberdhal, Linden, Ossembach et Imbweiler        | 320                |
| Scheuren, Neypel, Linscheidt et Niderhoff       | 113                |
| Soltzweiler, Bergweiler et Erscheidt            | 342                |
| Steinbach                                       | 157                |
| Tholey et Schambourg                            | 462                |
| Winterbach                                      | 149                |

## Composition en 1801
Alzweiler, Asbach, Aussen, Betting, Bliesen, Boubweiler, Castel, Costenbach, Derstroff, Eppelbronn, Exweiler, Grésaubach, Groning, Guydesweiler, Limbach, Marping, Naumborn, Oberthal, Scheuren, Soltzweiler, Steinbach, Tholey, Winterbach.

## Composition en 1795
Alzweiler, Boubweiler, Bliesen, Castel, Costenbach, Groning, Guidesweiler, Marping, Naumborn, Rathen, Stolzweiler, Tholay, Winterbach.